# Schroffenstein
De Schroffenstein is met 2202 meter hoogte de hoogste bergtop in het Karasgebergte in de Namibische regio !Karas. Het is de op zes na hoogste berg van Namibië en de hoogste van Zuid-Namibië.
De berg ligt ongeveer tien kilometer ten oosten van de nationale weg B1 tussen Keetmanshoop en Grünau.